# 鈴鹿市立千代崎中学校
鈴鹿市立千代崎中学校（すずかしりつ ちよざきちゅうがっこう）は、三重県鈴鹿市東玉垣町にある公立中学校。通称「千代中（ちよちゅう）」。

## 概要
鈴鹿市中東部に所在し、付近には鈴鹿医療科学大学が立地する。1947年、第二次世界大戦後の学制改革によって開校し、2017年には70周年を迎えた。70余年にのぼる校史のうち、開校間もないころは校名の変更や校舎の移転、火災による建物の焼失などが起こっている。
校舎は本館と新館に分かれている。本館は1960年代の竣工で、1999年に耐震工事と大規模改修工事を施している。
2024年5月時点の生徒数は526人で、市内では4番目に多い。学級は各学年5学級編成で、加えて特別支援学級が5学級ある。

## 沿革
- 1947年（昭和22年）
  - 4月1日 - 学制改革により、鈴鹿市立第七中学校として創立[3][1]。若松小学校に本校を置き、玉垣小学校には分校を設置[3]。
  - 5月 - 千代崎海岸で開校式を開催[3]。
- 1948年（昭和23年）5月 - 校舎再配置指令を受け、本校を鈴鹿市立工業学校[5]へ移転し、分校は廃止[3]。
- 1949年（昭和24年）
  - 2月 - 東玉垣町2863番地（現在地）に校舎を落成[3]。
  - 4月1日 - 「鈴鹿市立千代崎中学校」に改称[6]。
- 1951年（昭和26年）5月 - 校章および校旗を制定[3]。
- 1954年（昭和29年）3月 - 校歌を制定（作詞：梶長之助、作曲：鈴木寛）[3]。
- 1958年（昭和33年）12月 - 体育館を落成[3]。
- 1962年（昭和37年）3月11日 - 校舎8教室や西便所などが焼失[3][1]。
- 1963年（昭和38年）3月 - 鉄筋コンクリート造の新校舎を落成[3]。
- 1968年（昭和43年） - 三重県・鈴鹿市教育委員会より、指導法の研究に関する指定校に指定される（翌年度までの2年間）[3]。
- 1981年（昭和56年）4月 - 三重県教育委員会より教育課程一般に関する指定校に指定される[3]。
- 1985年（昭和60年）2月 - 校舎を増築[3]。
- 1988年（昭和63年）
  - 3月 - 新体育館を落成[3]。
  - 4月 - 特殊学級（現：特別支援学級）を開設[3]。
  - 9月 - プールを落成[3]。
- 1999年（平成11年）8月 - 本館の耐震および大規模改修工事を実施[3]。
- 2011年（平成23年）4月 - 鈴鹿型コミュニティ・スクールを導入[3]。
- 2015年（平成27年）5月 - 給食を開始[3]。

## 通学区域
- 玉垣小学校区
- 愛宕小学校区（岸岡町のうち東花野自治会区域を除く、岸岡町潮見ケ丘自治会、岸岡町西原永自治会、南若松町原永自治会、冨士見ケ丘自治会区域）
- 若松小学校区（若松中一丁目、浜田自治会区域を除く若松中二丁目、若松西一丁目、若松西二丁目、若松西三丁目、若松西四丁目、若松西五丁目の垣内自治会、若松東一丁目、若松東二丁目の高及び中野自治会、若松北一丁目及び若松北二丁目の中若松自治会、南若松町、岸岡町）

出典：